# 묵시 (드라마)
《묵시》는 1983년 10월 22일에 방영된 TV문학관이다.

## 줄거리
일제 말기 평소에 비타협적인 민족주의자로 많은 청년학도들의 존경과 흠모를 받던 소설가 C(전무송)가 돌연 친일파로 표변하여 전국의 청년학생들을 대상으로 학도병 찬성 연설을 하자 전문학교의 학생인 주인공(임혁)은 실망하여 그에게 테러를 가할 것을 결심한다. 주인공은 이같은 결심을 담당 교수(최정훈)에게 고백하는데...

## 출연
- 임혁
- 전무송
- 최정훈
- 연운경
- 민욱
- 백윤식
- 김재만
- 기정수
- 이원종
- 박인환
- 신동훈
- 황범식
- 박태서
- 윤성국
- 노영화
- 김혜경
- 김효관